# Dariusz Kasperek
Dariusz Kasperek (ur. 24 maja 1966 w Krakowie) to były polski piłkarz występujący na pozycji napastnika.

## Kariera klubowa
Kasperek zaczynał swoją karierę w Cracovii, której barwy reprezentował do 1987 roku. W 1988 roku wyjechał do Norwegii, gdzie występował w Lyn Fotball i Liv/Fossekallen. W 1989 roku podpisał kontrakt z belgijskim klubem KRC Harelbeke. Rok później przeszedł do Excelsioru Mouscron, gdzie występował przez kolejne pięć lat. W 1996 roku na dwa lata wrócił do Polski i przez ten czas grał w Śląsku Wrocław. W 1997 roku ponownie opuścił kraj i występował kolejno w austriackim SC Bregenz oraz w belgijskich RRC Tournaisien i KFC Roeselare. Swoją karierę zakończył po sezonie 1999/2000, który spędził w zespole KP Police.